# 十勝支庁

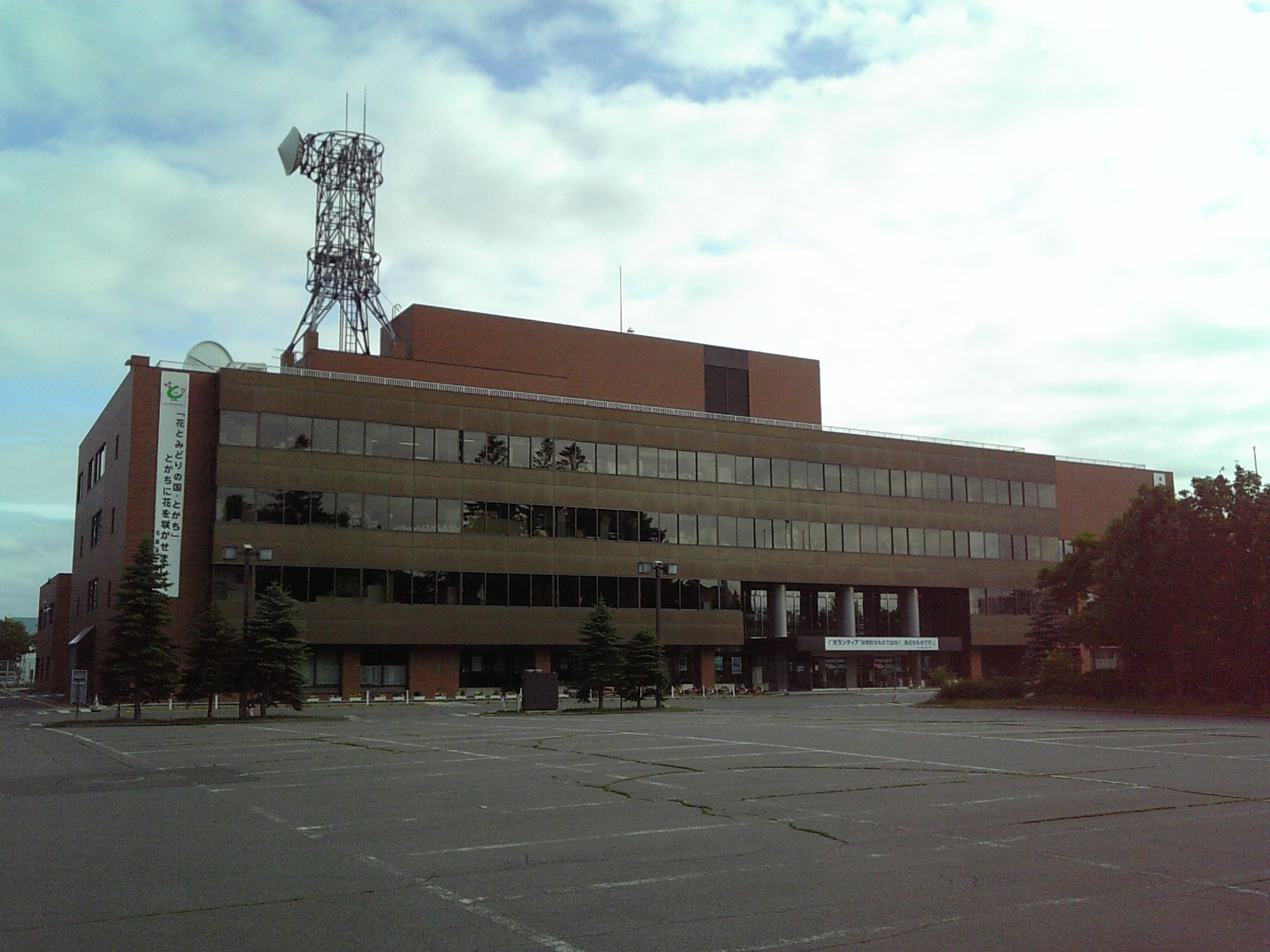
十勝総合振興局庁舎

十勝支庁（とかちしちょう）は、かつて北海道に存在した支庁のひとつ。支庁名は十勝国に由来する。支庁所在地は帯広市。2010年（平成22年）4月1日、十勝総合振興局に改組。

## 歴史
- 1897年（明治30年）11月 - 河西（かさい）支庁を設置。
- 1932年（昭和7年）8月15日 - 河西支庁から十勝支庁と改称する。
- 1948年（昭和23年）10月20日 - 地方自治法の施行に基づき支庁は都道府県が条例で任意に設置する総合出先機関となり、北海道支庁設置条例（昭和23年9月27日条例第44号）が施行される（条例で河西郡、十勝国上川郡、河東郡、十勝国中川郡、十勝郡、広尾郡、足寄郡を所轄区域、支庁の位置を帯広市と定める）[1]。足寄郡足寄村・淕別（りくんべつ）村を釧路国支庁から移管。
- 2006年（平成18年）2月6日 - 忠類村を幕別町に編入。
- 2008年（平成20年）6月28日 - 北海道議会において､14支庁を9地域に再編し、名称を支庁から地域振興局に改める旨の条例案が可決された｡
- 2009年（平成21年）3月31日 - 他の総合振興局への編入対象となった支庁の反発を受け、北海道議会で条例の改正案が可決。これに伴い、振興局は総合振興局と同等の扱い（地方自治法上の支庁）へ改められるとともに、広域で所管することが望ましい業務に関しては隣接する総合振興局の所掌事務とすることが出来るとされた。
- 2010年（平成22年）4月1日 - 十勝支庁が廃止され、十勝総合振興局が発足。

## 地理

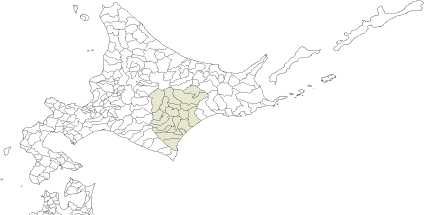
道内における十勝支庁の位置

### 都市雇用圏（10% 通勤圏）の変遷
以下は、帯広市を中心市とする都市雇用圏（10% 通勤圏、中心都市の DID 人口が1万人以上）の変遷である。一般的な都市圏の定義については都市圏を参照のこと。
- 10% 通勤圏に入っていない自治体は、各統計年の欄で灰色かつ「-」で示す。

| 自治体 ('80) | 1980年                 | 1990年                 | 1995年                 | 2000年                 | 2005年                 | 2010年                 | 自治体 （現在） |
| ------------ | ---------------------- | ---------------------- | ---------------------- | ---------------------- | ---------------------- | ---------------------- | --------------- |
| 新得町       | -                      | -                      | -                      | -                      | -                      | -                      | 新得町          |
| 清水町       | -                      | -                      | -                      | -                      | -                      | -                      | 清水町          |
| 鹿追町       | -                      | -                      | -                      | -                      | -                      | -                      | 鹿追町          |
| 上士幌町     | -                      | -                      | -                      | -                      | -                      | -                      | 上士幌町        |
| 士幌町       | -                      | -                      | -                      | -                      | -                      | -                      | 士幌町          |
| 帯広市       | 帯広 都市圏 22万1659人 | 帯広 都市圏 23万9212人 | 帯広 都市圏 24万8183人 | 帯広 都市圏 25万3851人 | 帯広 都市圏 25万6415人 | 帯広 都市圏 26万2600人 | 帯広市          |
| 音更町       | 帯広 都市圏 22万1659人 | 帯広 都市圏 23万9212人 | 帯広 都市圏 24万8183人 | 帯広 都市圏 25万3851人 | 帯広 都市圏 25万6415人 | 帯広 都市圏 26万2600人 | 音更町          |
| 芽室町       | 帯広 都市圏 22万1659人 | 帯広 都市圏 23万9212人 | 帯広 都市圏 24万8183人 | 帯広 都市圏 25万3851人 | 帯広 都市圏 25万6415人 | 帯広 都市圏 26万2600人 | 芽室町          |
| 幕別町       | 帯広 都市圏 22万1659人 | 帯広 都市圏 23万9212人 | 帯広 都市圏 24万8183人 | 帯広 都市圏 25万3851人 | 帯広 都市圏 25万6415人 | 帯広 都市圏 26万2600人 | 幕別町          |
| 忠類村       | -                      | -                      | -                      | -                      | -                      | 帯広 都市圏 26万2600人 | 幕別町          |
| 中札内村     | -                      | -                      | -                      | -                      | -                      | 帯広 都市圏 26万2600人 | 中札内村        |
| 更別村       | -                      | -                      | -                      | -                      | -                      | -                      | 更別村          |
| 大樹町       | -                      | -                      | -                      | -                      | -                      | -                      | 大樹町          |
| 広尾町       | -                      | -                      | -                      | -                      | -                      | -                      | 広尾町          |
| 浦幌町       | -                      | -                      | -                      | -                      | -                      | -                      | 浦幌町          |
| 豊頃町       | -                      | -                      | -                      | -                      | -                      | -                      | 豊頃町          |
| 池田町       | -                      | -                      | -                      | -                      | -                      | -                      | 池田町          |
| 本別町       | -                      | -                      | -                      | -                      | -                      | -                      | 本別町          |
| 足寄町       | -                      | -                      | -                      | -                      | -                      | -                      | 足寄町          |
| 陸別町       | -                      | -                      | -                      | -                      | -                      | -                      | 陸別町          |

## 地域
十勝国
- 帯広市
- 上川郡：新得町 - 清水町

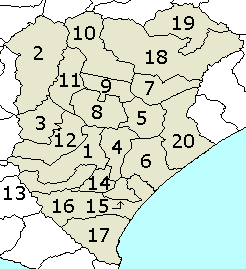
十勝支庁の自治体
1. 帯広市2. 新得町3. 清水町4. 幕別町（旧幕別町地区）5. 池田町6. 豊頃町7. 本別町8. 音更町9. 士幌町10. 上士幌町11. 鹿追町12. 芽室町13. 中札内村14. 更別村15. 幕別町（旧忠類村地区）16. 大樹町17. 広尾町18. 足寄町19. 陸別町20. 浦幌町
注：2006年2月6日、忠類村（上図の15番）は幕別町（上図の4番）へ編入合併された。

- 河東郡：音更町 - 士幌町 - 上士幌町 - 鹿追町
- 河西郡：芽室町 - 中札内村 - 更別村
- 広尾郡：大樹町 - 広尾町
- 十勝郡：浦幌町
- 中川郡：幕別町 - 池田町 - 豊頃町 - 本別町
- 足寄郡：足寄町（利別川西岸、もとは中川郡に属した）

釧路国
- 足寄郡：足寄町（利別川東岸） - 陸別町

## 産業
畑作や酪農を中心とした農業が非常に盛んで、北海道一の畑作地帯である。広い耕地に機械を活用した大規模農業が発達している。大豆、小豆、甜菜、じゃがいもなどの有数な産地である。カロリーベースの食料自給率は 1100 %（約400万人分）に達する。
乳製品や食肉、小豆製品などは「十勝産」を売り文句や商品名に盛り込んでいるものが多く、一種のブランドとなっている。
また、菓子の材料となる砂糖（甜菜）や小豆の産地であるため製菓業も盛んであり、六花亭、柳月など全国的にも有名な菓子メーカーを多数擁している。

## 文化

### 新聞
十勝毎日新聞の購読率が非常に高い。北海道内では圧倒的なシェアを誇る北海道新聞も十勝地方では大きく水をあけられている。
また毎年夏には十勝毎日新聞社主催の花火大会が行われる。これは全国レベルでも最大級の花火大会であるため、全道から多くの観客が訪れる。

### スポーツ
- モータースポーツが盛んな地域であり、鈴鹿サーキットに次ぐコース長を持つサーキット、十勝インターナショナルスピードウェイや国内最大規模のオフロードコースである陸別サーキットを持つ。また、ラリージャパンおよびその前身であるラリー北海道の開催地でもある。
- 降雪量が少ない地域のため、学校の授業などではスキーよりもスケートが主流。